# Richard Spencer (Politiker)
Richard Spencer (* 29. Oktober 1796 im Talbot County, Maryland; † 3. September 1868 bei Mobile, Alabama) war ein US-amerikanischer Politiker. Zwischen 1829 und 1831 vertrat er den Bundesstaat Maryland im US-Repräsentantenhaus.

## Werdegang
Richard Spencer besuchte die öffentlichen Schulen seiner Heimat. Nach einem anschließenden Jurastudium in Baltimore und seiner 1819 erfolgten Zulassung als Rechtsanwalt begann er in diesem Beruf zu arbeiten. Im Jahr 1822 zog er auf seine Farm Solitude nahe Saint Michaels, wo er in der Landwirtschaft arbeitete. Gleichzeitig schlug er eine politische Laufbahn ein. Zwischen 1823 und 1825 saß er im Abgeordnetenhaus von Maryland. Außerdem befasste er sich mit literarischen Aktivitäten. Zwischen 1828 und 1834 war Spencer Eigentümer der Zeitung Eastern Shore Whig. In den 1820er Jahren schloss er sich der Bewegung um den späteren Präsidenten Andrew Jackson an und wurde später Mitglied der von diesem gegründeten Demokratischen Partei.
Bei den Kongresswahlen des Jahres 1828 wurde Spencer im siebten Wahlbezirk von Maryland in das US-Repräsentantenhaus in Washington, D.C. gewählt, wo er am 4. März 1829 die Nachfolge von John Leeds Kerr antrat. Da er im Jahr 1830 nicht bestätigt wurde, konnte er bis zum 3. März 1831 nur eine Legislaturperiode im Kongress absolvieren. Seit dem Amtsantritt von Präsident Jackson im Jahr 1829 wurde innerhalb und außerhalb des Kongresses heftig über dessen Politik diskutiert. Dabei ging es um die umstrittene Durchsetzung des Indian Removal Act, den Konflikt mit dem Staat South Carolina, der in der Nullifikationskrise gipfelte, und die Bankenpolitik des Präsidenten.
Zwischen 1833 und 1834 war Richard Spencer erneut Abgeordneter im Staatsparlament von Maryland. Im Jahr 1837 zog er nach Georgia, wo er sich als Baumwollpflanzer betätigte. Seit 1852 lebte er auf seiner Plantage Cottage Hill in der Nähe von Mobile. Dort ist er am 3. September 1868 auch verstorben.